# Garfield 2
Garfield 2 (titlu original: Garfield: A Tail of Two Kitties) este un film de comedie britanico-americană din anul 2006, regizat de Tim Hill, scris de Joel Cohen și Alec Sokolow. Este continuarea filmului Garfield din anul 2004. Din distribuția filmului fac parte Breckin Meyer, Jennifer Love Hewitt, Billy Connolly, Ian Abercrombie, Roger Rees, Lucy Davis, Oliver Muirhead, Bill Murray, Tim Curry, Bob Hoskins, Rhys Ifans, Vinnie Jones, Joe Pasquale, Richard E. Grant, Jane Leeves și Roscoe Lee Browne. Acest film a fost produs de Davis Entertainment Company pentru 20th Century Fox și a fost lansat în Statele Unite pe 16 iunie 2006. Un joc video, Garfield 2, a fost dezvoltat de The Game Factory. Filmul a avut încasări de 141,7 milioane de dolari.